# Batalla de Cowpens
La batalla de Cowpens va ser un enfrontament entre les forces colonials americanes, sota el comandament del general de brigada Daniel Morgan, i les forces britàniques, sota el comandament de Sir Banastre Tarleton, que va tenir lloc el 17 de gener de 1781. Les forces de Tarleton, de 1.100 britànics de l'exèrcit reial van ser enviades contra 2.000 homes sota les ordres de Morgan. Les forces colonials van envoltar de la força de Tarleton i van sofrir només 12 morts i 61 ferits. Tarleton va ser un dels prop de 160 soldats britànics que van escapar.
Una petita força de l'Exèrcit Continental, sota el comandament del general de brigada Daniel Morgan, havia marxat cap a l'oest del riu Catawba per tal abastir-se de provisions i elevar la moral dels simpatitzants colonials locals. Els britànics havien rebut informes erronis segons els quals l'exèrcit de Morgan planejava atacar l'important fort estratègic de Ninety Six, a mans dels americans lleials a la corona britànica i situat a l'oest de les Carolinas. Els britànics van considerar l'exèrcit de Morgan com una amenaça per al flanc esquerre. El general Charles Cornwallis va enviar el tinent coronel Sir Banastre Tarleton, comandant de la cavalleria i els dragons, a derrotar les tropes de Morgan. Sabent que l'exèrcit de Morgan no era Ninety Six, Tarleton, reforçat pels reforços britànics, es va llançar a la recerca d'un destacament americà.
Morgan va decidir fer una parada propera al riu Broad. Va escollir una posició en dos turons baixos en boscos oberts, a l'espera que l'agressiu Tarleton faria un assalt sense cap mena de pausa, per tal d'idear un pla més complex. Va desplegar el seu exèrcit en tres línies principals. L'exèrcit de Tarleton, després d'un marxa extenuant, va arribar al camp desnodrit i fortament fatigat. Tarleton va atacar immediatament; no obstant això, la defensa en profunditat nord-americana va absorbir l'impacte de l'atac britànic. Les línies britàniques van perdre la seva cohesió a mesura que es van apressar després de la retirada dels nord-americans. Quan l'exèrcit de Morgan anà a l'ofensiva, va envair completament la força de Tarleton.
La batalla va ser un punt d'inflexió en la reconquesta nord-americana de Carolina del Sud a mans dels britànics. La brigada de Tarleton va ser eliminada com una efectiva força de combat, i, juntament amb la derrota britànica a King's Mountain en el cantó nord-oest de Carolina del Sud, aquesta acció va obligar Cornwallis a perseguir el principal exèrcit sud-americà a Carolina del Nord. Cornwallis va ser finalment derrotat al setge de Yorktown a Virgínia l'octubre de 1781.